# Savaii

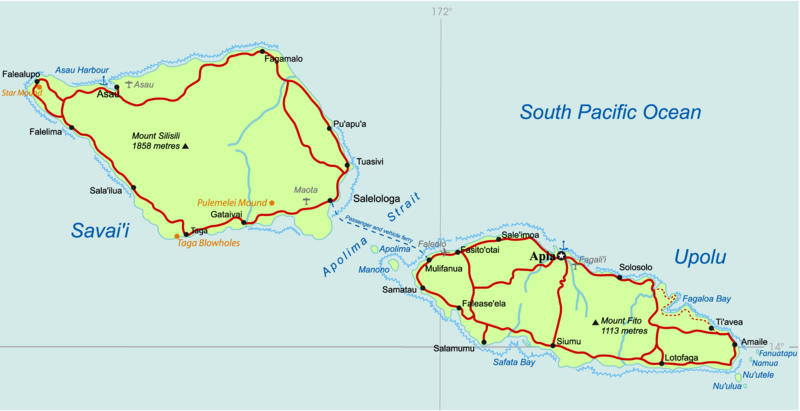
Lägeskarta

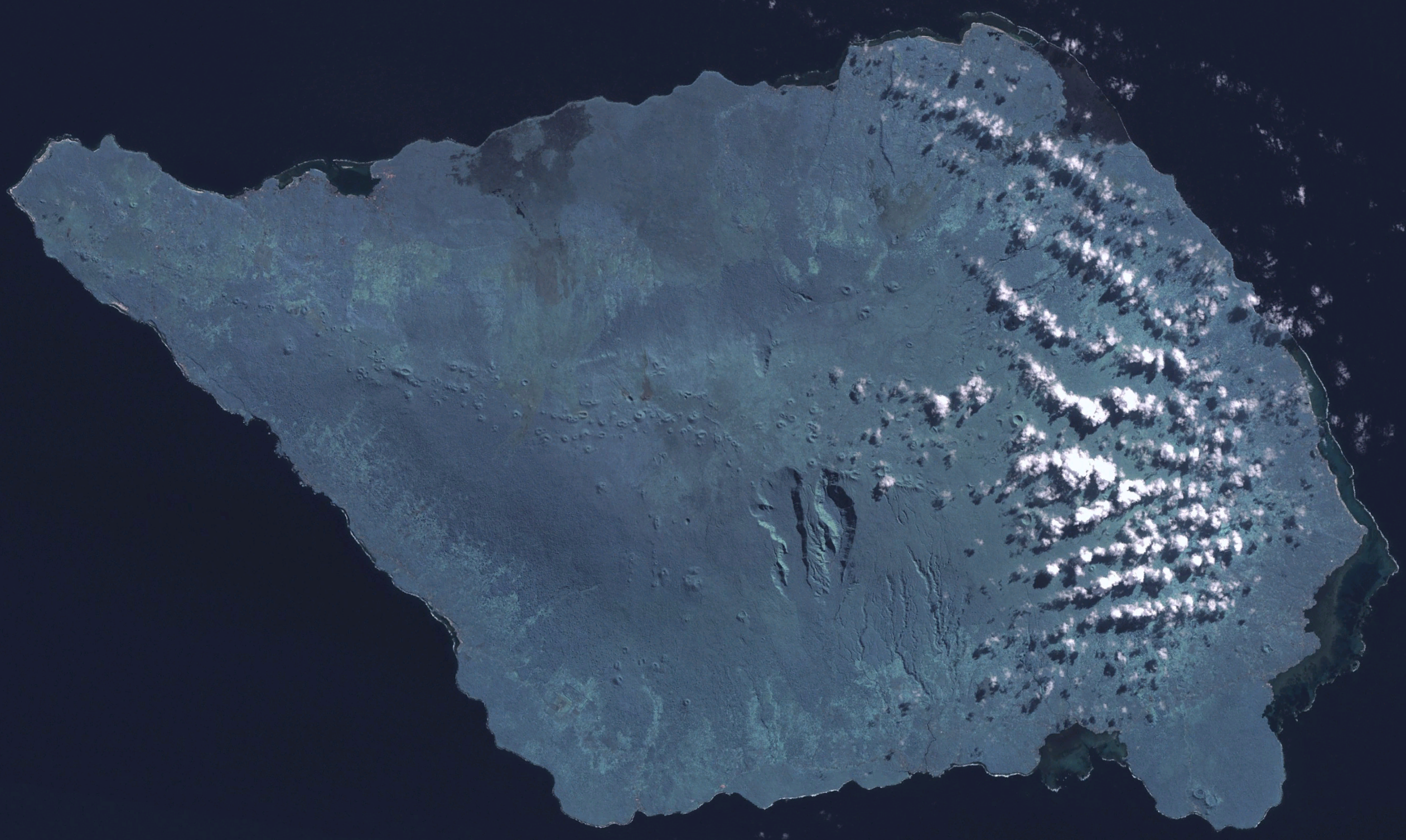
Savaii

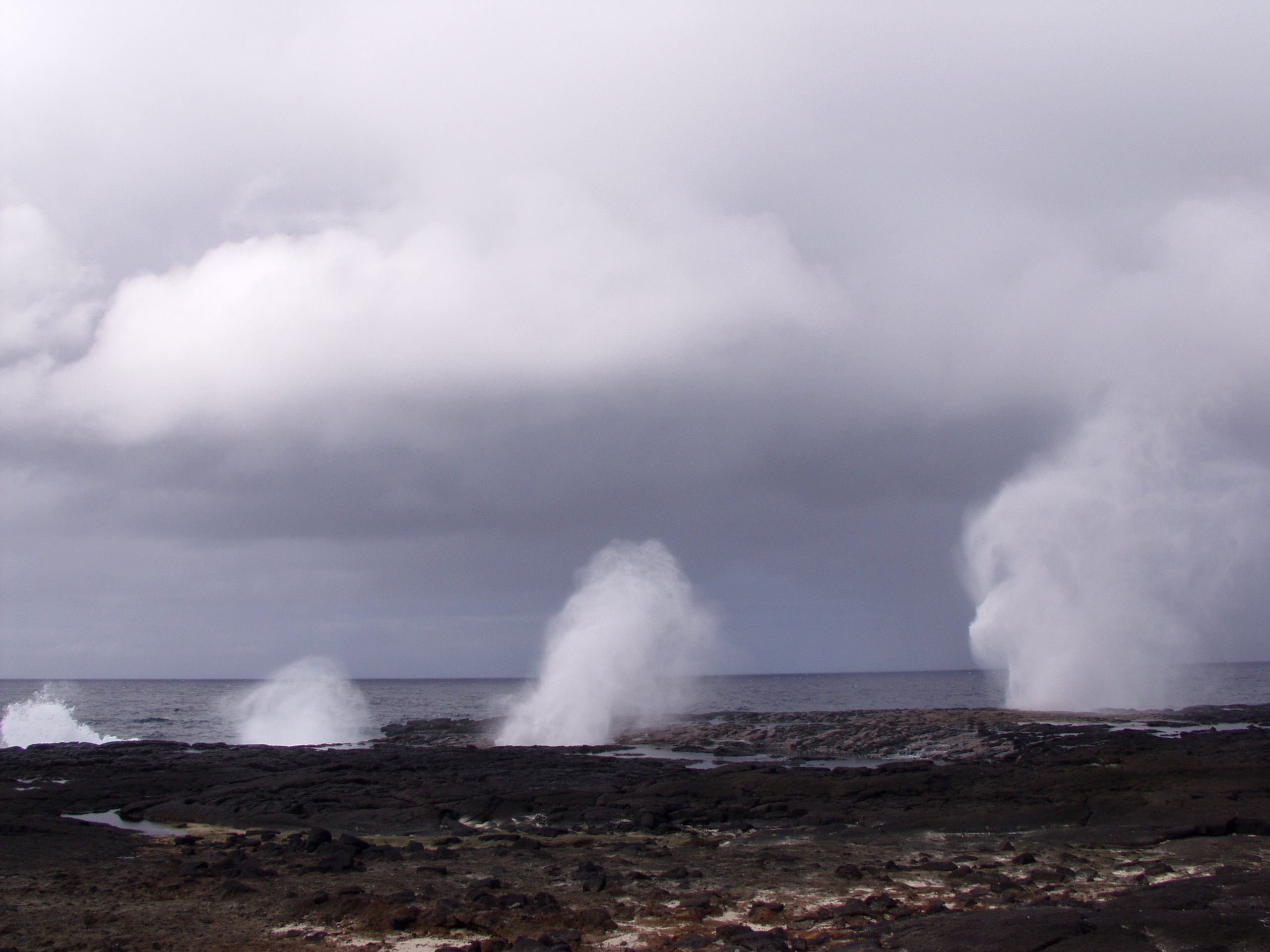
Alofaaga Blowholes

Savaii (samoanska  'O Savai'i) är den största ön i Samoa.

## Geografi
Savaii ligger cirka 18 km nordöst om huvudön Upolu.
Ön är av vulkaniskt ursprung och har en areal om ca 1.708 km² med en längd på cirka 70 km och cirka 45 km bred. Även om den är större än Upolu har den inte alls lika många invånare. Det är den största ön i Samoa och omges delvis av ett korallrev.
Den högsta höjden är Mauga Silisili på ca 1.858 m ö.h. och ligger på Savaiis mellersta del.
Det finns flera vattenfall AfuAau, Mu Pagoa och Sinaloa på den sydöstra delen och de mäktiga Alofaaga Blowholes (ett "blowhole" är ett naturfenomen med små naturliga tunnlar i vulkanstenen där havsvågor passerar igenom och sedan kastas högt upp i luften lik en gejser) ligger på den sydligaste delen.
Befolkningen uppgår till ca 43.500 invånare där de flesta bor i huvudorten Salelologa på öns sydöstra del. Förvaltningsmässigt är ön delad i 6 distrikt: Fa`asaleleaga, Gaga`emauga, Gagaifomauga, Palauli, Satupa`itea och Vaisigano.
Öns lilla flygplats Maota (flygplatskod "MXS") ligger på den sydöstra delen nära Salelologa och har kapacitet för lokalt flyg. Det finns även färjeförbindelser mellan Salelologa och Mulifanua på Upolu.

## Historia
Samoaöarna beboddes av polynesier sedan 1000-talet f.kr.
Det historiska byggnadsverket "Pulemelei" byggd kring 1100-talet är den största och äldsta konstruktionen i hela Polynesien.
Den franske upptäcktsresanden Jean-François de La Pérouse blev i december 1787 den förste europé att upptäcka Savaii tillsammans med Apolima och Manono då varken Jakob Roggeveen 1722 eller Louis Antoine de Bougainville 1768 siktade dessa öar.
Den brittiske missionären John Williams, som var den förste missionären i Samoa, utforskade ön lite efter sin ankomst hit den 15 augusti 1830.
Den 24 februari 1883 föddes den svenskättade Olaf Frederick Nelson i byn Safune. Nelson skulle senare bli en av ledarna i självständighetsrörelsen Mau.
Savaiis vulkaner är aktiva där vulkanen Mata Ole Afi fick ett utbrott 1902 och vulkanen Matavanu fick ett kraftigt utbrott den 4 augusti 1905 som varade till den 10 september 1911. Utbrottet begravde delvis den lilla byn Saleaula och de svarta lavafälten och den lavafyllda kyrkan är idag populära turistmål.